# Lijst van burgemeesters van Ouderkerk
Dit is een lijst van burgemeesters van de voormalige Nederlandse gemeente Ouderkerk in de provincie Zuid-Holland sinds het ontstaan in 1985. De gemeente Ouderkerk werd gevormd door het samenvoegen van de gemeenten Gouderak en Ouderkerk aan den IJssel.
Ouderkerk ging in 2015 op in de nieuwe gemeente Krimpenerwaard.
| Ambtsperiode | Naam burgemeester              | Partij of stroming | Bijzonderheden |
| ------------ | ------------------------------ | ------------------ | -------------- |
| 1985 - 1986  | Jan (J.G.) de Zeeuw            | CDA                |                |
| 1986 - 1998  | Theo (Th.) Bakkers             | VVD                |                |
| 1998 - 2000  | Joop (J.A.) de Boe             | CDA                |                |
| 2000 - 2001  | Jan (J.) Noorland              | VVD                | waarnemend     |
| 2001 - 2004  | Jon (J.H.M.) Hermans-Vloedbeld | VVD                |                |
| 2004 - 2005  | Hans (J.H.) Oosters            | PvdA               | waarnemend     |
| 2005 - 2009  | Thieu (M.Th.) van de Wouw      | CDA                | waarnemend     |
| 2009 - 2014  | John (J.) de Prieëlle          | CDA                | waarnemend     |